# Historia Słowacji
Historia Słowacji – obejmuje historię Słowacji oraz narodu słowackiego.
Tereny obecnej Słowacji były zamieszkane w okresie starożytności przez Kwadów. W okresie średniowiecza wchodziła w skład Wielkich Moraw, Polski i Węgier. Od XVI do XIX terenami Słowacji władali Habsburgowie. Po upadku Habsburgów Słowacja współtworzyła Czechosłowację. W okresie 1939–1944 była niepodległym państwem faszystowskim pod rządami Jozefa Tiso. W latach 1945–1992 Słowacja ponownie wchodziła w skład Czechosłowacji. 1 stycznia 1993 ponownie stała się osobnym państwem. Należy do Unii Europejskiej NATO i ONZ.

## Pradzieje
Najstarsze ślady bytności człowieka na terenach obecnej Słowacji są datowane na okres plejstocenu. Z tej epoki pochodzą znaleziska tzw. tłuków pięściowych. Najbogatsze znaleziska pochodzą z okresu średniego paleolitu. Zasiedlane były doliny rzek oraz kotliny. Ślady działalności ludzkiej zachowały się w dorzeczu Wagu i Nitry, w Liptowie i na Spiszu. W okresie młodszego paleolitu od 40 000 do 8000 p.n.e. gatunek homo sapiens zaczął zasiedlać część Zagórza, Nizinę Wschodniosłowacką, Szarysz i Ostrawę. W tym okresie podstawową formą gospodarki było łowiectwo kontynuowane także w okresie mezolitu. W okresie neolitu zaczęły powstawać natomiast gospodarstwa produkcyjne na obszarach czarnoziemów. Pod koniec epoki eneolitu na Słowacji ludzie zaczęli przenikać na tereny północno-wschodnie.

## Starożytność i średniowiecze
Na początku naszej ery ziemie zachodniej Słowacji zamieszkiwali germańscy Kwadowie, którzy w II w. zostali pokonani przez cesarza rzymskiego Marka Aureliusza. Po przejściu Hunów na przełomie IV i V w. na Słowację przybyły plemiona słowiańskie, jednak od połowy VI w. zwierzchnictwo nad nimi objęli przybyli z Azji Awarowie.
Na początku IX w. powstało państewko Pribiny z ośrodkiem w Nitrze, które w latach 833–836 zostało włączone do państwa wielkomorawskiego. W tym też okresie rozpoczęła się chrystianizacja kraju. W latach 1003–1025/1031 ziemie dzisiejszej Słowacji (Słowaczyzna) wchodziły przejściowo w skład państwa polskiego po przyłączeniu przez Bolesława Chrobrego. Kronika polsko-węgierska opisuje ówczesny podział: „Granice Polaków rozciągały się bowiem aż do brzegu Dunaju, do miasta Ostrzyhomia, potem wiodły do miasta Egeru, a dalej kierując się ku rzece, która zwie się Ciepłą [Topl’a] aż do grodu Salis, i tam kończyły się granice między Węgrami, Rusinami i Polakami”. Ostatecznie za panowania Stefana I Świętego została włączona do Węgier. Chrystianizacja ziem słowackich, zapoczątkowana przez misjonarzy z Bawarii w księstwie Pribiny, była kontynuowana w państwie wielkomorawskim w obrządku słowiańskim za sprawą Cyryla i Metodego i wznowiona w rycie łacińskim pod panowaniem węgierskim za Stefana I Świętego. Od XI w. południowa, naddunajska Słowacja była zasiedlana przez ludność węgierską. W następnym stuleciu osiedlali się tam także koloniści z Niemiec. Nasilenie kolonizacji (także wołoskiej) nastąpiło w drugiej połowie XIII w. po najazdach mongolskich. Osadnictwo polskie (gł. na Spiszu i Orawie) trwało od XV w.
Kraj dzielił losy Królestwa Węgierskiego. Po wygaśnięciu dynastii Arpadów w 1301 znalazł się pod panowaniem Andegawenów (XIV w.), Luksemburgów, następnie był obszarem rywalizacji Habsburgów i Jagiellonów w XV w.

## Pod panowaniem Habsburgów
W 1526 znalazła się pod panowaniem Habsburgów. Po zajęciu środkowych Węgier przez Turków (1541) na Słowację, do Trnavy przenieśli się arcybiskupi Esztergomu, a do Preszburga węgierski sejm. Od XVI w. na Węgrzech i Słowacji rozprzestrzeniała się reformacja. Rekatolizacyjne działania Habsburgów, połączone z wprowadzaniem absolutyzmu, przyczyniły się do poparcia przez tamtejsze społeczeństwo kilku antyhabsburskich powstań, kierowanych przez władców Siedmiogrodu. Po wyparciu Turków ze środkowych Węgier w latach 1683–1699 ziemie słowackie ponownie stały się peryferiami Królestwa Węgierskiego, choć jego sejm zbierał się w Preszburgu do 1848.
Pod koniec XVIII w. w środowisku nielicznej słowackiej inteligencji zaczęła się kształtować świadomość narodowa. Wśród działaczy narodowych przeważali duchowni (Ján Kollár, Pavol Jozef Šafárik oraz Ľudovít Štúr kierujący ruchem szturowców). W czasie Wiosny Ludów doszło do zderzenia powstania słowackiego z rewolucją węgierską. W maju 1848 w czasie rewolucji węgierskiej Słowacy na wiecu w Liptovským Svätým Mikulášu uchwalili swoje postulaty narodowe – Żądania narodu słowackiego. Sprzeciw Węgrów spowodował jednak, że przywódcy słowaccy dochowali wierności Habsburgom. Pomimo tego w 1861 cesarz Franciszek Józef I nie zgodził się na autonomię Słowacji. Z kolei młodzi działacze słowaccy zdołali w latach 1862–1863 porozumieć się z Węgrami w sprawach koncesji w oświacie (m.in. nauczanie w języku słowackim w szkołach średnich) i powołania narodowego centrum kulturalnego – Macierzy Słowackiej. Ugoda austriacko-węgierska z 1867 dała jednak Węgrom możliwość prowadzenia urzędowej madziaryzacji; cofnięto niedawne ustępstwa w oświacie i z czasem za sprawą tzw. lex Apponyi z 1907 wprowadzono naukę w języku węgierskim także w szkołach elementarnych. W 1875 zakazano działalności Macierzy Słowackiej. W tych warunkach wzrosło oddziaływanie kultury czeskiej za sprawą młodych Słowaków studiujących na czeskim Uniwersytecie Karola w Pradze, gdzie jednym z profesorów był pochodzący z mieszanej czesko-słowackiej rodziny i związany z tzw. hlasowcami, Tomáš Masaryk.
W czasie I wojny światowej czeskie i słowackie środowiska emigracyjne w Stanach Zjednoczonych opowiedziały się za utworzeniem wspólnego państwa. Podpisana w maju 1918 przez przewodniczącego Czechosłowackiej Rady Narodowej, Tomasa Masaryka umowa pittsburska przewidywała znaczną autonomię dla Słowaków we wspólnym państwie.

## Czechosłowacja międzywojenna
Wobec klęski Austro-Węgier, Czesi proklamowali w Pradze 28 października 1918 powstanie państwa czechosłowackiego, do którego 30 października na wiecu w Turčianským Svätým Martinie akces zgłosili Słowacy w tzw. deklaracji martińskiej. Do ewakuacji Węgrów z terenów słowackich doszło dopiero po ultimatum Francji pod koniec 1918. Wczesnym latem 1919 ziemie słowackie ponownie zajęły przejściowo oddziały Węgierskiej Republiki Rad, wyparte wkrótce przez wojska czechosłowackie. Jednocześnie toczyły się spory wśród polityków słowackich. Część z nich, na ogół ewangelików, była zwolennikami czechosłowakizmu (Milan Hodža) i nie opowiadała się za autonomią. Inni, działający w katolickiej Słowackiej Partii Ludowej (tzw. ludacy), traktowali umowę pittsburską jako wiążącą dla wszystkich polityków w kraju oraz zabiegali o jej dotrzymanie i przyznanie Słowakom szerokiej autonomii z własnym sejmem. We wrześniu 1919 ich przywódca, ksiądz Andrej Hlinka korzystając z polskiego paszportu usiłował przedstawić ten postulat na paryskiej konferencji pokojowej, co po powrocie doprowadziło do jego uwięzienia przez władze praskie. Zewnętrzne granice Słowacji ustaliły traktaty zawarte przez Czechosłowację z Austrią w Saint-Germain-en-Laye w 1919, Węgrami w Trianon w 1920, a z Polską – arbitraż mocarstw 1920–1921, uzupełniony tzw. protokołem krakowskim 1924.
Powojenne życie polityczne na Słowacji było zdominowane przez walkę ludaków o autonomię. Od wiosny 1938 dyplomacja polska starała się nakłonić Hlinkę i jego współpracowników do proklamowania niepodległości Słowacji. Jednak ani Hlinka, ani rządzący od sierpnia 1938 jego następca Jozef Tiso nie zgodzili się na to. Po układzie monachijskim i powstaniu II Republiki Czechosłowackiej doszło do federalizacji państwa. Ludacy i inne partie słowackie uchwaliły w Żylinie autonomię Słowacji i 6 października 1938 powołały rząd z premierem Jozefem Tisą. Słowacy zostali zmuszeni do dokonania cesji terytorialnych na rzecz Polski ok. 226 km kwadratowych, oddając Polsce m.in. Świerczynowiec, Suchą Górę, Jaworzynę, oraz Węgier (ok. 10 tys. km kwadratowych na południu kraju) w 1. arbitrażu wiedeńskim. Zmiany te przyczyniły się do zacieśnienia związków z Niemcami.

## I Republika Słowacka
Wezwany do Berlina Tiso, postawiony wobec alternatywy: ogłoszenie niepodległości lub okupacja, zwołał na 14 marca 1939 sejm słowacki, który tego dnia proklamował niepodległą Republikę Słowacką. Na czele władz jako prezydent stanął Tiso. Kilka dni później Słowacja przyjęła „opiekę” III Rzeszy, uzależniając się od niej politycznie i gospodarczo. We wrześniu 1939 oddziały słowackie wzięły udział w napaści Niemiec na Polskę (atak słowacki na Polskę). Do Słowacji przyłączono wcześniej odstąpione Rzeczypospolitej tereny oraz polskie części Spiszu i Orawy. W 1941 wojska słowackie wzięły udział w niemieckiej inwazji na ZSRR. W kwietniu 1942 władze słowackie rozpoczęły deportację Żydów, których kierowano do Terezina, bądź do obozów zagłady, co spotkało się z protestami w kraju (János Esterházy) oraz interwencją Watykanu. Deportacje wstrzymano w październiku 1942. W 1943, pod wpływem wiadomości o klęskach Wehrmachtu na froncie wschodnim (walczyły tam także formacje słowackie), na Słowacji powstały organizacje konspiracyjne założone przez przeciwników ludaków. 29 sierpnia wybuchło powstanie słowackie, które objęło środkową część kraju. Kierownictwo polityczne nad powstaniem – stłumionym przez Niemców w październiku – sprawowała Słowacka Rada Narodowa, opowiadająca się za wspólnym państwem z Czechami przy zachowaniu autonomii Słowacji.

## Czechosłowacja pojałtańska
W końcu marca 1945 powstał w Moskwie rząd czechosłowacki, złożony z przedstawicieli emigracyjnego gabinetu ks. Jana Šrámka działającego w Londynie od 1940, Słowackiej Rady Narodowej i komunistów. Ogłoszone już na Słowacji wytyczne działalności rządu (program koszycki) zapowiadały utworzenie demokratycznego państwa dwóch równoprawnych narodów: Czechów i Słowaków. Zaraz po wojnie na Słowacji (w granicach sprzed 1938) znaczną popularność zyskała, opowiadająca się za autonomią, Partia Demokratyczna. W 1946 zdobyła ona w wyborach do Słowackiej Rady Narodowej 62,5% głosów, dwukrotnie więcej głosów niż komuniści 30,3%. We wrześniu 1947 została oskarżona przez KPCz (popartą przez inne partie czeskie) o spisek antypaństwowy i w konsekwencji uległa zmarginalizowaniu. Po objęciu w lutym 1948 przez komunistów dyktatorskich rządów w Czechosłowacji autonomia Słowacji stała się fikcją. W pierwszych latach powojennego terroru komuniści zlikwidowali gospodarkę rynkową. W czasie „praskiej wiosny” w 1968 ponownie zainicjowano prace nad federalizacją Czechosłowacji, co zrealizowano w 1969, już po inwazji państw Układu Warszawskiego. W następnych latach trwała tzw. normalizacja, jednak represje wobec zwolenników reform były mniejsze niż na ziemiach czeskich i skromniejszy także był zapoczątkowany z końcem lat 70. ruch dysydencki.

## Niepodległa Słowacja
W październiku 1989 zaczęła się w Pradze aksamitna rewolucja, która obaliła ustrój komunistyczny w Czechosłowacji. Powstały wówczas Forum Obywatelskie w Czechach i Społeczeństwo Przeciwko Przemocy na Słowacji, kierujące procesem przywracania demokracji w państwie. Po upadku w 1989 rządów KPCz nasiliły się na Słowacji dążenia do uzyskania samodzielności. W czerwcu 1990, w wolnych wyborach parlamentarnych, najwięcej głosów na Słowacji uzyskało Społeczeństwo przeciw Przemocy oraz Ruch Chrześcijańsko-Demokratyczny. Rządy Vladimira Meciara i Jána Čarnogurskyego (do VI 1992) zapoczątkowały proces prywatyzacji i zmian gospodarczych. Ruch Społeczeństwo przeciwko Przemocy przekształcił się następnie w Partię Ludową – Ruch na rzecz Demokracji Słowacji pod przewodnictwem Mečiara. W lipcu 1992 parlament Słowacji przyjął deklarację suwerenności republiki, a 1 września uchwalił konstytucję. W październiku 1992 parlament czechosłowacki przyjął ustawę o powstaniu od 1 stycznia 1993 suwerennych Czech i Słowacji. W styczniu 1993 Słowacja została przyjęta do ONZ. W lutym 1993 Rada Narodowa Republiki Słowackiej wybrała Michala Kováča na prezydenta Słowacji. Do najważniejszych problemów politycznych Słowacji należą: spór z Węgrami o zespół hydroenergetyczny w Gabčíkovie na Dunaju oraz kwestia statusu mniejszości węgierskiej. Do 1998 pod rządami Mečiara jako premiera został spowolniony proces prywatyzacji, nie uregulowano także relacji z ludnością węgierską. W latach 1998–2006 władzę sprawował prawicowy rząd M. Dzurindy oparty na kilkupartyjnej koalicji, który przyspieszył prywatyzację oraz działania na rzecz integracji z Unią Europejską i NATO. W 2002 Słowacja podpisała traktat o przystąpieniu do NATO, a w 2004 stała się jego członkiem. W kwietniu 2003 podpisała traktat akcesyjny z Unią Europejską zatwierdzony w czerwcu tego samego roku w referendum, a 1 maja 2004 weszła do wspólnoty. Po wyborach 2006 rząd utworzył Smer z populistami i narodowcami. 1 stycznia 2009 korona słowacka została zastąpiona przez euro. Od 2014 do 2019 prezydentem kraju był Andrej Kiska.